# Kolokani (krets)
Kolokani är en krets i Mali.   Den ligger i regionen Koulikoro, i den sydvästra delen av landet, 120 km norr om huvudstaden Bamako. Antalet invånare är 233 919.